# 인천송천고등학교
인천송천고등학교(仁川松川高等學校)는 대한민국 인천광역시 남동구 논현동에 위치한 공립 고등학교이다.

## 학교 연혁
- 2008년 9월 10일 : 인천송천고등학교 설립 인가
- 2011년 3월 1일 : 초대 이광석 교장 취임
- 2011년 3월 2일 : 제1회 입학식(8학급 212명)
- 2012년 2월 15일 : 기후보호정책 연구학교, 체육활성화 창의경영학교 지정
- 2018년 12월 19일 : 교과교실제 자율학교 지정
- 2024년 2월 7일 : 제11회 졸업식(209명, 누계 2,489명)
- 2024년 3월 1일 : 제5대 박관수 교장 취임
- 2024년 3월 4일 : 제14회 입학식(8학급 227명)
- 2024년 3월 4일 : 선진형 교과교실제 운영

## 참고 자료
- 인천송천고등학교 - 한국교육학술정보원 학교알리미